# フレディ・マエムラ
フレディ・マエムラ・ウルタード（Freddy Maemura Hurtado、1941年10月18日 - 1967年8月31日）は、ボリビアの医学生、革命家。日系ボリビア人。姓はマイムラ（Maymura）とも表記される。革命家としての通称はエルネスト・メディコ（Ernesto Medico）。

## 来歴
鹿児島県揖宿郡頴娃町（現南九州市）出身の移民一世、前村純吉（まえむら じゅんきち、1893年 - 1959年）とボリビア人の母との間に次男としてベニ県トリニダに生まれる。
17歳で共産党青年組織に加入。トリニダ市政の腐敗を糾弾し、市長を汚職容疑で告発したため、投獄される。
1962年、奨学生としてキューバの医学校へ留学。入学後すぐキューバ危機に遭遇する。
1966年11月、チェ・ゲバラ率いるゲリラ部隊に参軍。偽名でボリビアへ入国し、反政府ゲリラに拠る。『ゲバラ日記』では、エルネスト、またはエル・メディコ（医学生の意）と言及された。
1967年8月31日、所属した部隊がゲバラの本隊とはぐれ、サンタクルスから南西約145kmほどのバド・デル・イエソ（Vado del Yeso）村付近で渡河の最中、密告によって位置を把握していた政府軍の待ち伏せ攻撃に遭い負傷。死亡した仲間の身元確認を迫られるが拒否したため、政府軍兵士により銃殺された。25歳没。
1999年10月8日、ボリビアで死亡した戦友らとともにキューバに遺骨が返還され、サンタクララにあるチェ・ゲバラ霊廟に葬られた。

## 関連作品
- チェ 39歳 別れの手紙 - 後半に一瞬登場する。
- エルネスト - 2017年公開の日本・キューバ合作映画。マエムラを主人公とした作品。演：オダギリジョー[2]。